# Nemia angulata
Nemia angulata is een insect uit de familie van de Nemopteridae, die tot de orde netvleugeligen (Neuroptera) behoort. 
Nemia angulata is voor het eerst wetenschappelijk beschreven door Westwood in 1836.